# Gang Olsena w potrzasku
Gang Olsena w potrzasku (dun. Olsen-banden på spanden) – duński barwny film komediowy z 1969 roku, należący do serii filmowej Gang Olsena (drugi film). Film jest kontynuacją filmu Gang Olsena z 1968 roku.

## Fabuła
Trzyosobowy kopenhaski gang Olsena podjeżdża zdezelowanym Chevroletem Bel Air ’59 pod miejscowy bank, który zamierza obrabować. Zamaskowany i wyposażony w atrapę pistoletu Egon wkracza do banku, który jest właśnie okradany przez innego, również zamaskowanego i uzbrojonego napastnika. Po jego wyjściu ze zrabowaną gotówką obsługa banku uruchamia alarm. Na jego dźwięk kompani Egona - kierowca Benny i otyły okularnik Kjeld uciekają pozostawiając Egona, którego w banku zatrzymują policjanci.

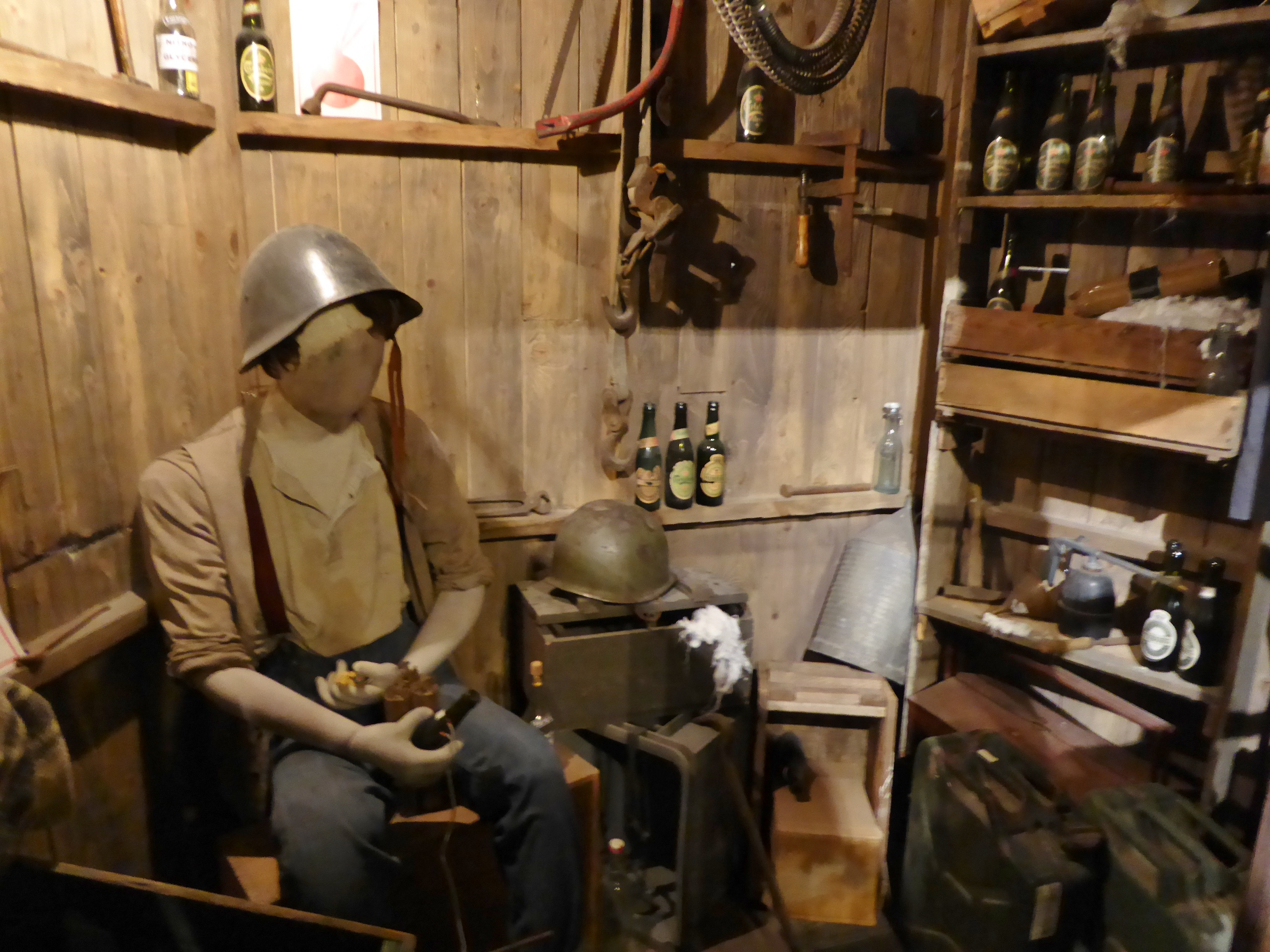
Harry „Dynamit” w swoim podwórkowym warsztacie, inscenizacja

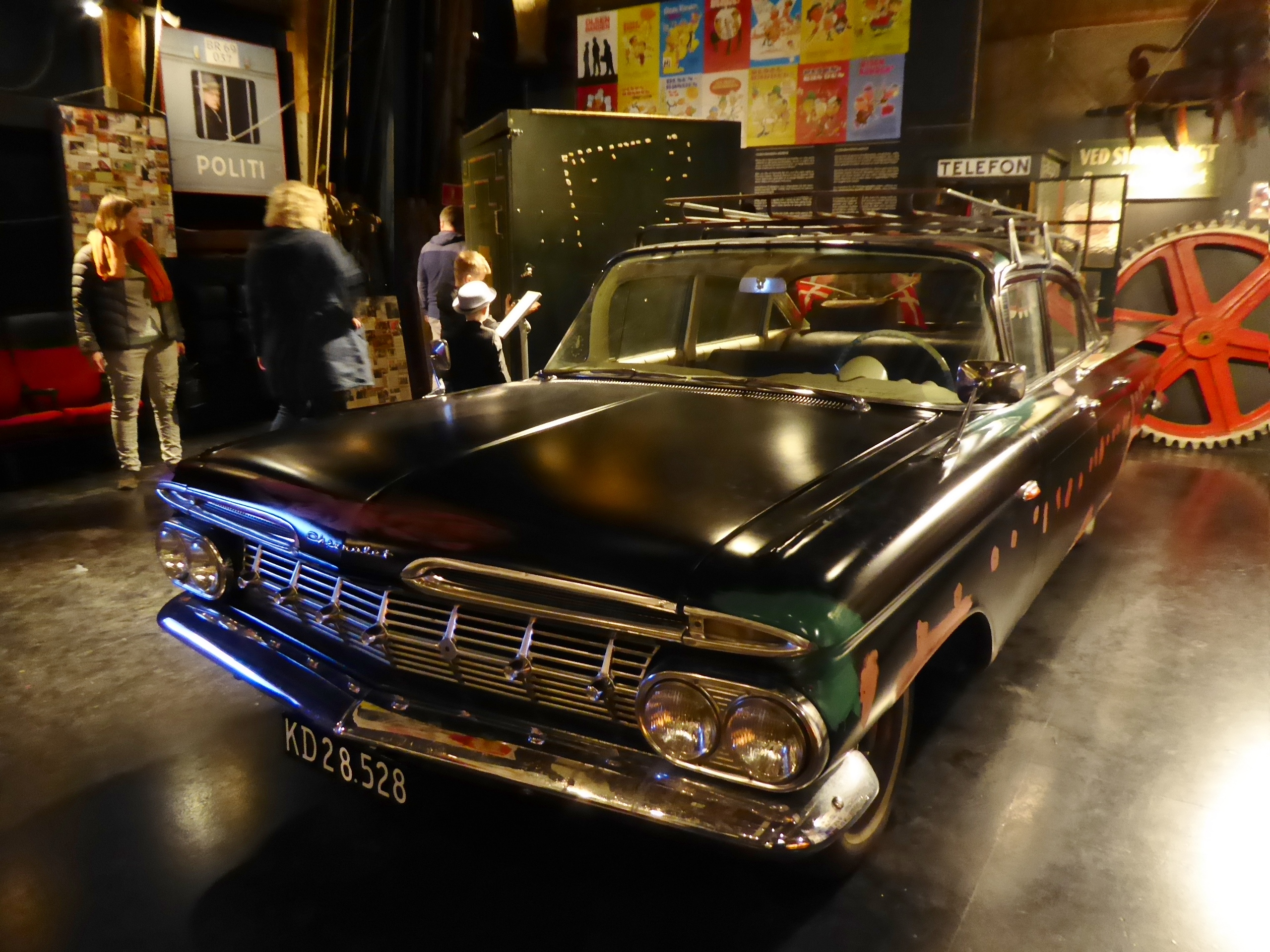
Zdezelowany Chevrolet Bel Air ’59, jakim porusza się gang Olsena

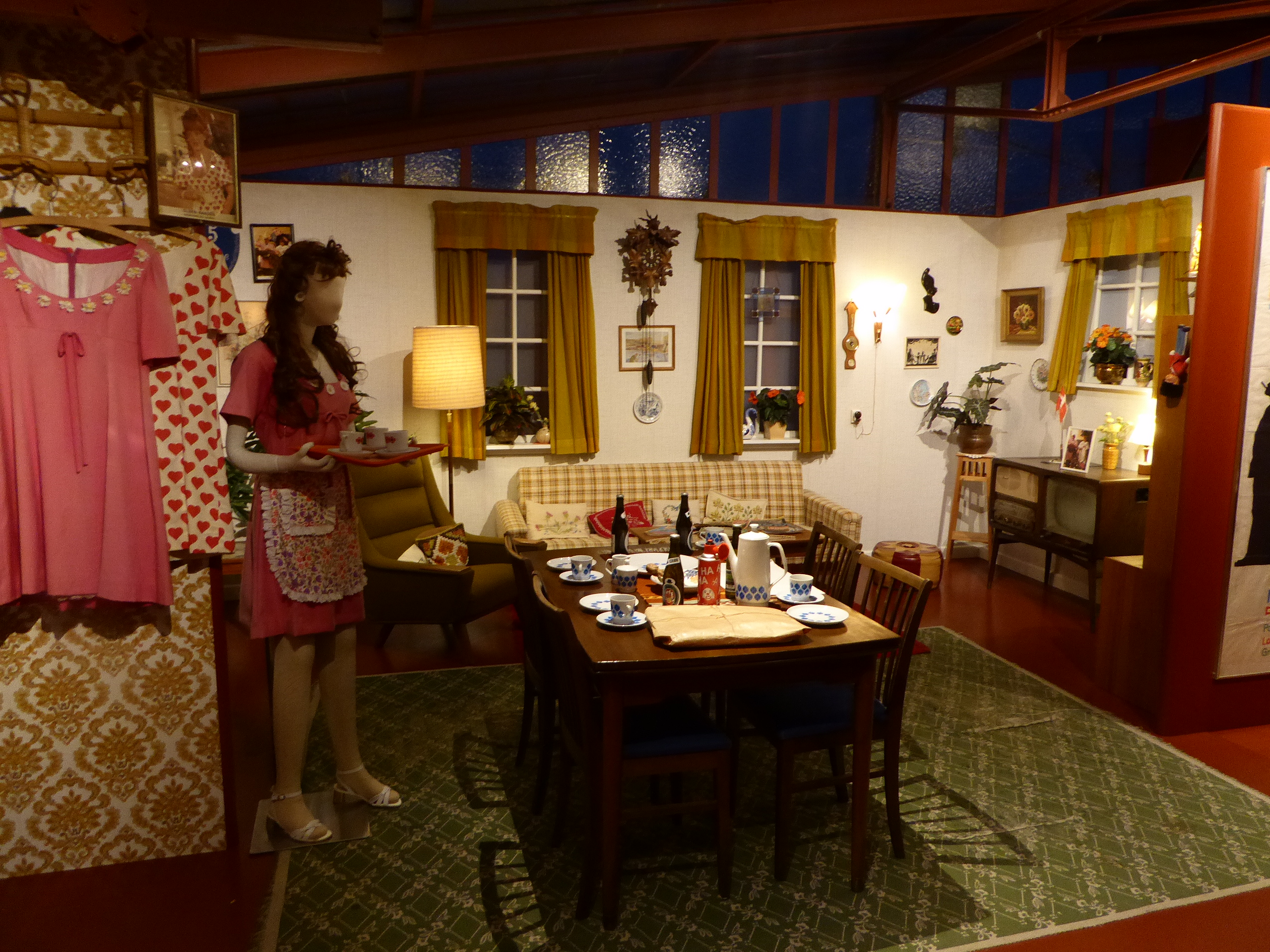
Inscenizacja mieszkania Jensenów

Po upływie czasu „odsiadki” Egon ponownie opuszcza ten sam zakład karny. Przed więzieniem już czekają na niego Benny i Kjeld, z tym samym starym chevroletem. Wychodzącemu Egonowi towarzyszy panna Bodil Hansen, która okazuje się pracownikiem socjalnym i która spowodowała przemianę Egona w uczciwego człowieka. Poza tym znajduje się on pod wpływem uroku panny Hansen. Egon - elegancki przestępca w starym stylu, z niedłącznym cygarem, stwierdza: „Zbrodnia nie popłaca”. Tymczasem znajomi szykują mu w zaprzyjaźnionej piwiarni Hansena powitanie z okazji zakończenia jego dziesiątej „odsiadki”. Benny i Kjeld są pełni zapału, by wykonać z Egonem jakiś „skok” i nie mogą uwierzyć, że tak się zmienił. Dodatkowo do gangu próbuje dołączyć brat Benny'ego - Harry „Dynamit”, pirotechnik i alkoholik - właściciel podwórkowego warsztatu, miłośnik otwierania sejfów materiałami wybuchowymi, we własnym mniemaniu „spec” od takiej roboty.
Egon podejmuje uczciwą pracę w fabryce zabawek „Scan Toys”. Kjeld z bardzo mizernym efektem finansowym obchodzi z synkiem podwórka, występując na nich jako pieśniarz. Benny zaś nieskutecznie usiłuje, wraz ze swoim ciągle nietrzeźwym bratem, dokonać jakiegoś nocnego włamania. Szybko Benny i Kjeld - w związku z całkowitym brakiem sukcesów zawodowych - dołączają do Egona i również zatrudniają się w  fabryce zabawek. Ponieważ Kjeld ma już legalną pracę, jego żona zaciąga zobowiązania ratalne, nabywając do ich mieszkania lodówkę i telewizor. Wszyscy trzej zostają jednak wkrótce zwolnieni z pracy, z powodu zabawy produkowanymi zabawkami w godzinach pracy. Benny i Kjeld, po licznych nieudanych „skokach”, w końcu również postanawiają zostać praworządnymi ludźmi, pod wpływem resocjalizacji przez pannę Bodil Hansen. W międzyczasie policjant Mortensen, właściciel samochodu Austin 1800, interesuje się panną Hansen, ponieważ zamierza się ożenić. Odwozi ją swoim autem po jej wieczornym spotkaniu z gangiem Olsena, zakrapianym alkoholem w piwiarni Hansena. Znajdująca się pod wpływem alkoholu panna Hansen, zachwycona propozycją Mortensena, od razu przechodzi do amorów w pędzącym samochodzie Mortensena, powodując zatrzymanie nieprawidłowo jadącego auta przez policjantów. Niestety, po wytrzeźwieniu następnego dnia wycofuje się z bliższej znajomości z Mortensenem i oświadcza mu, że otrzymała stypendium i wyjeżdża do Stanów Zjednoczonych, gdzie napisze doktorat.
Członkowie gangu Olsena z pomocą panny Hansen następnie zatrudniają się jako sprzątacze w Królewskich Służbach Oczyszczania (K.O.R.S.) i zostają skierowani do sprzątania w siedzibie Narodowego Banku Danii. Niestety, gdy sprzątają skarbiec dochodzi do włamania przez ścianę do niego w wykonaniu grupy gangstera z USA - Serafimo Mozarelli. Włamywacze zabierają woreczki i pakują do futerału na wiolonczelę, czego świadkami są sterroryzowani bronią przez włamywaczy Egon, Benny i Kjeld. Ponieważ podejrzeniami o rabunek zostaje obarczona przez wszystkich dawna szajka Egona, gang postanawia osobiście odzyskać skarb i schwytać złodziei. Domyślając się, że gangsterzy będą od razu chcieli opuścić Danię, gang Olsena jedzie skradzioną chwilę wcześniej ciężarówką na kopenhaskie lotnisko, gdzie faktycznie odnajduje gangsterów. Fortelem gang przechwytuje futerał na wiolonczelę z zawartością i wywozi lotniskowym wózkiem bagażowym, jednak wkrótce traci go po wizycie Amerykanów w zaprzyjaźnionym barze gangu Olsena i otwarciu przez Amerykanów ognia z broni automatycznej, czym demolują lokal. Z odzyskanym futerałem gangsterzy udają się do hotelu, do którego przybywa właśnie orkiestra smyczkowa z Salzburga. Przebranym za obsługę hotelową członkom gangu Olsena udaje się zamienić futerały i uciec skradzionym sprzed hotelu samochodem przed szalonym samochodowym pościgiem Amerykanów, goniących ich skradzionym im ich własnym chevroletem. Tymczasem władze duńskie utrzymują fakt rabunku w tajemnicy. Gdy gang Olsena ponownie przybywa do baru Hansena „na piwko”, ten wyprasza ich ze świeżo wyremontowanego lokalu. Zaledwie chwilę później do baru wkraczają, podążający tropem gangu, Amerykanie, powtarzając swój „występ” ze strzelaniem do wyposażenia oraz butelek z napojami alkoholowymi.
Ponieważ Amerykanie nie radzą sobie z odzyskaniem kosztowności, samolotem przybywają „chłopcy z Niemiec”, tj. ośmiu smutnych panów w płaszczach i ciemnych okularach, którzy dobrze znają miejscowe warunki. Będą dowodzeni osobiście przez Serafimo Mozarellę. Panna Hansen samotnie odwiedza w pokoju hotelowym Mozarellę, z ambitnym planem poddania go resocjalizacji. Jednocześnie chce oczyścić z zarzutów swoich podopiecznych, czyli Egona, Benny'ego i Kjelda. Wędrujący z futerałem po mieście gang, niestety nie może poradzić sobie z otwarciem jego zamka. Z prośbą jego sforsowania zwracają się do Harry'ego „Dynamita”, który przeprowadza tę operację jedyną uznawaną przez siebie metodą, tj. ładunkami wybuchowymi, dozowanymi w dużych ilościach. Amerykanie jeszcze nie poddają się i ze śmigłowca namierzają gang. Na wyrobisku Harry detonacją futerału likwiduje cały zespół „chłopców z Niemiec”, pozostawiając nienaruszony futerał. Mozarella pod wpływem perswazji i uroku panny Hansen przejmuje od gangu futerał, otwiera go, a zawartość zwraca policji. Załamany swoją nieudolnością Harry próbuje popełnić samobójstwo przez wysadzenie się, jednak bezskutecznie z powodu swojej nieudolności. Panna Hansen załatwia Jensenom szeroki wachlarz dopłat z pomocy społecznej, dzięki którym nie pracując będą mogli żyć na wysokim poziomie. Sama zaś panna Hansen zamierza udać się na stypendium do Stanów Zjednoczonych, gdzie chce napisać doktorat. Na zakończenie Egon odwiedza ponownie, ponownie odremontowany bar, do którego wpada za nim policjant Mortensen wyposażony w pistolet maszynowy. Próbując trafić Egona rozstrzeliwuje nowe wyposażenie barmana Hansena, po czym za kradzież samochodu i wykroczenia drogowe aresztuje Olsena, który wraca do „swojego” starego więzienia.

## Obsada
- Ove Sprogøe – Egon Olsen
- Morten Grunwald – Benny Frandsen
- Poul Bundgaard – Kjeld Jensen
- Kirsten Walther – Yvonne Jensen, żona Kjelda
- Jes Holtsø – Børge Jensen, syn Yvonne i Kjelda
- Ghita Nørby – panna Bodil Hansen
- Peter Steen – policjant William Mortensen
- Preben Kaas – Harry „Dynamit” Frandsen, brat Benny'ego
- Paul Hagen – barman Hansen
- Harold J. Stone – Serafimo Mozerella, amerykański gangster
- Poul Reichhardt – Politichefen
- Svend Bille – dyrektor fabryki zabawek
- Karl Stegger –  inspektor K.O.R.S. (Królewskich Służb Oczyszczania)